# Carl Zeiss AG
Carl Zeiss is een Duitse fabrikant van optische systemen. Het bedrijf werd in 1846 opgericht door de Duitse opticus Carl Zeiß in Jena en is sindsdien actief in de fijnmechanisch-optische industrie.
De hoofdzetel bevindt zich sinds 1945 in Oberkochen in Baden-Württemberg. Er zijn ook vestigingen in Jena, Aalen, Berlijn, Göttingen, München en Wetzlar, en in de Verenigde Staten, Hongarije, China, Mexico, Zwitserland, Frankrijk, Wit-Rusland, Israël en het Verenigd Koninkrijk.

## Activiteiten
Het bedrijf produceert optische systemen, vooral lenzen, voor medische apparatuur, microscopen, fotocamera's, verrekijkers en voor apparatuur voor de productie van halfgeleiders.
In het gebroken boekjaar 2014/15, dat loopt van 1 oktober tot 30 maart, realiseerde het bedrijf een omzet van € 4,5 miljard en telde het meer dan 25.000 medewerkers. Het bedrijf is actief in meer dan 40 landen en heeft 30 fabrieken en ongeveer 25 vestigingen waar het onderzoek centraal staat. De uitgaven voor onderzoek bedragen zo'n 10% van de jaaromzet. Bijna 85% van de omzet wordt in het buitenland gerealiseerd en zo'n 40% van het personeel is werkzaam in Duitsland.
De activiteiten zijn verdeeld over vier bedrijfsonderdelen die ongeveer even groot zijn met de omzet als maatstaf:
- Semiconductor Manufacturing Technology (SMT), technologie die nodig is voor de productie van halfgeleiders
- Medical Technology, medische toepassingen
- Research & Quality Technology, onder andere microscopen voor industrieel gebruik, en
- Vision Care/Consumer Optics, vooral voor consumentenproducten als camera's, verrekijkers en projectoren.

De aandelen van het moederbedrijf zijn in handen van een stichting, Carl-Zeiss-Stiftung, maar andere aandeelhouders kunnen wel belangen kopen in dochterbedrijven van Carl Zeiss AG. Dochterbedrijf Carl Zeiss Meditec AG heeft een eigen beursnotering. Carl Zeiss AG heeft 65% van de aandelen in handen en de rest wordt op de beurs van Frankfurt verhandeld. Per 30 september 2015 had dit bedrijfsonderdeel een marktkapitalisatie van 2 miljard euro.

## Geschiedenis
De uit Weimar afkomstige Carl Zeiss opende in 1846 een fijnmechanisch-optische werkplaats in Jena. In 1847 werd August Löber zijn eerste leerling en aan het einde van het jaar werden de eerste microscopen ontwikkeld. In 1852 stelde hij tien mensen te werk. Zeiß was niet tevreden over zijn microscopen, die allen een unicaat waren. Met de hulp van Ernst Abbe werd een succesvolle microscoop ontwikkeld waardoor het bedrijf sterk groeide. In 1875 werkten er 60 mensen voor Carl Zeiss. In 1888, het jaar van de dood van Carl Zeiß, waren er dat al 327. De kwaliteit van het glas was wel nog een probleem waarvoor Zeiß en Abbe geen oplossing hadden, waarop Otto Schott erbij gehaald werd. In 1875 bood Zeiß aan Abbe aan om medevennoot te worden in het bedrijf. In 1902 opende het bedrijf ook een vestiging in Wenen.
Aan het einde van de Tweede Wereldoorlog werd Jena bezet door de Amerikanen. Toen die hoorden dat de stad in de Sovjetzone kwam te vallen, haalden ze het bedrijf leeg en voerden de bezittingen mee naar Württemberg. Na de oorlog werd in Oberkochen door het management en gevluchte medewerkers een nieuw bedrijf, Opton Optische Werke Oberkochen GmbH, opgericht dat ook de naam Carl Zeiss aannam. De restanten van het bedrijf in Jena werden als een Volkseigener Betrieb geïntegreerd in de DDR-staatsindustrie. Dochterfirma Zeiss Ikon werd ook onteigend en werd nu VEB Zeiss Ikon. In 1955 werd in de fabriek in Jena de OPREMA gebouwd, de eerste computer in de DDR, er werden slechts twee exemplaren gebouwd. In 1961 kwam er de rekencomputer ZRA 1 die tot 1964 vervaardigd werd.
De Hasselblad-camera's die bij de Apollo-maanlandingen werden gebruikt, waren voorzien van objectieven van het West-Duitse Carl Zeiss, terwijl het VEB Carl Zeiss Jena-camera's leverde voor het Sojoez-ruimteprogramma van de Sovjet-Unie.
Na de Duitse hereniging werd de ex-premier van Baden-Württemberg, Lothar Späth, in juni 1991 directeur van Jenoptik GmbH in Jena, dat voortkwam uit VEB Carl Zeiss Jena. Hij bracht dit bedrijf in 1998 naar de beurs als Jenoptik AG. Daarmee was dit bedrijf een van de weinige voormalige staatsbedrijven uit de DDR dat zich na de Duitse hereniging staande wist te houden.
In november 2016 maakte ASML bekend voor € 1 miljard een minderheidsbelang van 24,9% te kopen in Carl Zeiss SMT. ASML en Carl Zeiss AG hebben al dertig jaar een zakelijke relatie waarbij Zeiss lenzen levert voor de huidige generatie chipmachines en spiegels voor de nieuwste Extreem UltraViolet-machines. ASML steunt verder het R&D bij het Duitse bedrijf met ongeveer € 760 miljoen in de komende zes jaar. Zeiss gaat met dit geld de scherpte-diepte van de spiegelset voor EUV verbeteren waardoor chips minder dan 3 nanometer (nm) mogelijk zijn.

## Trivia
- De voetbalclub FC Carl Zeiss Jena werd opgericht in 1903 door arbeiders van Carl Zeiss-fabriek en was erg succesvol in het Oost-Duitse voetbal.
- In Oberkochen heeft het bedrijf een eigen museum, het ZEISS Museum of Optics.
- In het Kuifje-album Raket naar de maan (1953) wordt verwezen naar de optische instrumenten die afkomstig zijn uit de fabriek in Jena.